# Tabú (canción de Pablo Alborán y Ava Max)
«Tabú» es una canción del cantante español Pablo Alborán y la cantante estadounidense Ava Max. Fue lanzada el 6 de noviembre de 2019. Está incluida en el EP de Pablo Alborán del mismo nombre.

## Antecedentes y promoción
El 25 de octubre de 2019, Alborán empezó a publicar ilustraciones crípticas de un grupo llamado El Clan. Según las descripciones de las ilustraciones, todas las figuras están conectados a flashbacks que Alborán tuvo y que serían unidos en un proyecto llamado «Tabú» que saldría el 6 de noviembre. Tres días después, publicó un dibujo de una Ava Max parcialmente enmascarada, que dio sospechas de una posible colaboración. Ambos artistas confirmaron la canción «Tabú» al día siguiente. Ambos interpretaron la canción en vivo por primera vez unos días antes del lanzamiento.

## Video musical
El video musical fue lanzado el 6 de noviembre de 2019 y fue dirigido por Santiago Salviche. El lanzamiento del vídeo se retransmitió en directo en la Plaza Callao de Madrid. Según Diario Sur, el video está basado en tragedias clásicas como Bodas de sangre y Romeo y Julieta pero con un toque futurístico, que recuerda a Blade Runner o Mad Max. Temáticamente, el video trata de un hombre enamorándose después de haberse casado, por tanto "rompiendo un tabú".

## Créditos y personal
Créditos adaptados de Tidal.
- Pablo Alborán – composición, voz
- Ava Max – voz
- Edgar Barrera – producción, ingeniería
- Óscar Clavel – ingeniería
- Bori Alarcón – masterización
- Cirkut – mezcla

## Posicionamiento en listas
| Lista (2019–2020)                            | Mejor posición |
| -------------------------------------------- | -------------- |
| Chile (Monitor Latino)                       | 10             |
| España (PROMUSICAE)                          | 13             |
| Estados Unidos (Billboard Latin Pop Airplay) | 21             |
| México (Billboard Mexico Airplay)            | 10             |
| Puerto Rico (Monitor Latino)                 | 11             |

## Certificaciones
| País   | Organismo certificador | Certificación | Ventas certificadas | Ref    |
| ------ | ---------------------- | ------------- | ------------------- | ------ |
| España | PROMUSICAE             | Platino       | 40 000              | [ 15 ] |
| Perú   | UNIMPRO                | Oro           | 20 000              | [ 16 ] |

## Historial de lanzamiento
| Región | Fecha                  | Formato(s)                  | Discográfica       | Ref    |
| ------ | ---------------------- | --------------------------- | ------------------ | ------ |
| Varios | 6 de noviembre de 2019 | Descarga digital, streaming | Warner Music Group | [ 17 ] |